# Chatham-Kent
Chatham-Kent és un Municipi d'Ontario (Canadà). Segons el cens del 2011, la seva població era de 103.671 habitants.
Chatham-Kent es troba al sud-oest d'Ontario, al nord del llac Erie.
El 1998, 23 entitats de població es van unir per formar Chatham-Kent.

## Història

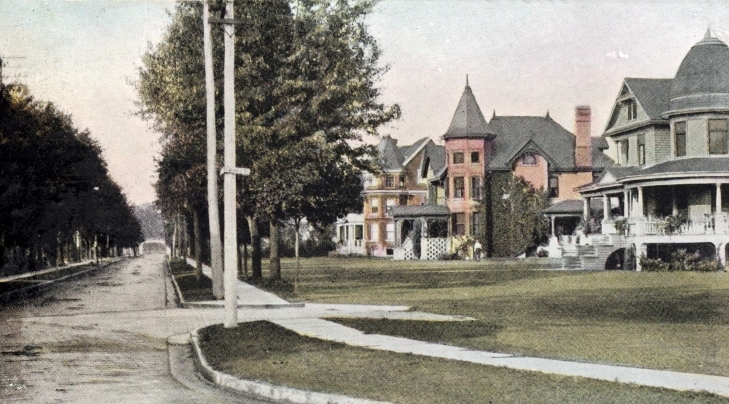
Chatham, vers 1910, cantonada dels carrers King i Lacroix

- Els indígenes han ocupat la regió de Chatham-Kent durant segles.[2]
- Al segle XVII els francesos van començar a colonitzar la regió.
- Després els anglesos es van establir a prop del riu Thames, creant una dressana a Wallaceburg el 1790.
- El 1812, estatunidencs i britànics es van enfrontar militarment a la batalla del riu Thames.
- Més tard, van arribar els esclaus que fugien dels Estats Units. John Brown, abolicionista, va marcar la història de la localitat organitzant la Convenció de Chatham, durant la qual es va anunciar i preparar l'alliberament d'esclaus americans.
- Finalment, es va desenvolupar l'agricultura i la pesca comercial, que va atraure molts immigrants.

Chatham recorda la població de Chatham a Anglaterra.
La fusió municipal de 1998 va veure desaparèixer tots els governs municipals del comtat de Kent (inclosa la ciutat de Chatham) per formar el nou municipi de Chatham-Kent. Les ciutats i els pobles de l’antic comtat eren els següents.
- Blenheim
- Bothwell
- Dresden
- Erieau
- Platja Erie
- Highgate
- Ridgetown
- Thamesville
- Tilbury
- Wallaceburg
- Wheatley

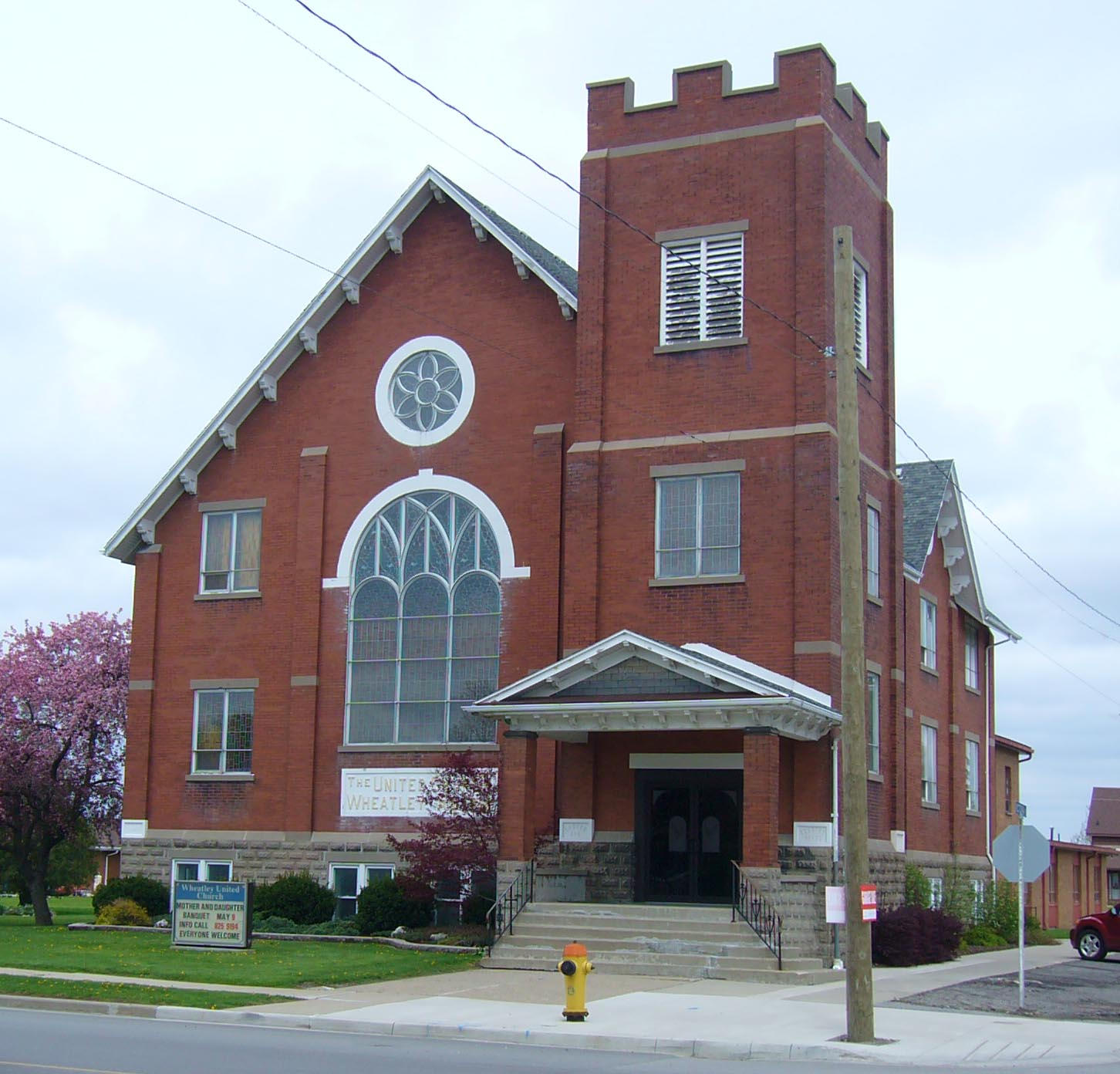
Església Unida de Wheatley

La comunitat de Wheatley es troba a l'extrem sud-oest del municipi, a 12 km a l'est de Leamington, al comtat d'Essex. Es troba a l’antiga carretera 3, que connectava la regió del Niàgara amb Windsor. La seva població el 2011 era de 2.925 habitants.
A causa de la seva ubicació al llac Erie, Wheatley té unes quantes platges i el seu port és la seu de l'empresa de construcció naval Hike Metal Products, que va construir la Maid of the Mist, el vaixell utilitzat per visitar les cascades del Niàgara i el transbordador que connecta el centre de Toronto. a les illes Toronto.
Wheatley Provincial Park és a Wheatley. La serp negra en perill d’extinció només habita aquest parc, així com al parc nacional Point Pelee i l’illa Pelee.

## Demografia

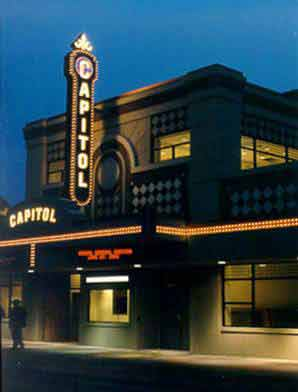
El teatre Chatham es va inaugurar el 1930.

Població de les diverses comunitats de Chatham-Kent segons el cens del 2011:
- Chatham: 44.074
- Wallaceburg: 10.163
- Tilbury: 4.700
- Blenheim: 4.563
- Ridgetown: 3.117
- Wheatley: 2.925
- Dresden: 2.446
- Thamesville: 928
- Bothwell: 912
- Erieau: 397
- Highgate: 379
- Erie Beach: 171

| 2001   | 2006   | 2011   | 2016   |
| ------ | ------ | ------ | ------ |
| 107341 | 108177 | 103671 | 101647 |